# Tim Maia
Sebastião Rodrigues Maia, més conegut com a Tim Maia (Rio de Janeiro, 28 de setembre de 1942 — Niterói, 15 de març de 1998), va ser un cantant i compositor brasiler. Va aconseguir l'èxit al seu país natal durant la dècada de 1970. Va morir víctima d'una infecció generalitzada, després d'intentar realitzar un xou a Niterói en un precari estat de salut. Qualificat per alguns com el pare del soul brasiler, el seu estil inconfusible combinava el funk més clàssic i ballable (en la línia de James Brown i Kool & the Gang) amb la seva veu greu i profunda (que recorda a Barry White).
Ed Motta, un reconegut artista brasiler de funk i soul, és nebot de Tim Maia.
Molts no van perdonar la naturalesa espontània de Maia (no era estrany que no es presentés a un concert) així com les seves provocadores declaracions, ja que el propi músic reconeixia obertament la seva addicció a la cocaïna i la marihuana. Així va ser com la Rede Globo va ser part d'un boicot mediàtic contra el cantant, malgrat la qual cosa va aconseguir l'èxit i fins i tot va fundar el seu propi segell discogràfic (primer anomenat Seroma i després Vitória Régia Discos).
Fora del Brasil, la figura de Tim Maia "va explotar" l'any 1985 per la balada "Um dia de domingo", que va gravar al costat de la cantant bahiana Gal Costa. Va gravar 32 discos durant els seus 28 anys de carrera professional.

## Discografia
| Àlbums d'estudi |                                             |
| 1970            | Tim Maia                                    |
| 1971            | Tim Maia (volume 2)                         |
| 1972            | Tim Maia (volume 3)                         |
| 1973            | Tim Maia (volume 4)                         |
| 1975            | Tim Maia Racional, Vol. 1                   |
| 1976            | Tim Maia (volume 5)                         |
| 1976            | Tim Maia Racional, Vol. 2                   |
| 1977            | Tim Maia (volume 6)                         |
| 1978            | Tim Maia Disco Club                         |
| 1978            | Tim Maia em Inglês                          |
| 1978            | Tim Maia (volume 7)                         |
| 1979            | Reencontro                                  |
| 1980            | Tim Maia (volume 8)                         |
| 1982            | Nuvens                                      |
| 1983            | O Descobridor dos Sete Mares                |
| 1984            | Sufocante                                   |
| 1985            | Tim Maia (volume 9)                         |
| 1986            | Tim Maia (volume 10)                        |
| 1987            | Somos Amèrica                               |
| 1988            | Carinhos                                    |
| 1990            | Dance Bem                                   |
| 1990            | Tim Maia Interpreta Clássicos da Bossa nova |
| 1991            | Sossego                                     |
| 1993            | Não Quero Dinheiro                          |
| 1993            | Tim Maia Romântico                          |
| 1994            | Voltou Clarear                              |
| 1995            | Nova Era Glacial                            |
| 1996            | Tim Maia & Os Cariocas: Amigos do Rei       |
| 1996            | What a Wonderful World                      |
| 1997            | Pro Meu Gran Amor                           |
| 1997            | Sorriso de Criança                          |
| 1997            | Só Você (Para Ouvir e Dançar)               |

| Àlbums en viu         |                                                     |
| 1992                  | Tim Maia ao Vivo                                    |
| 1998                  | Tim Maia ao Vivo II                                 |
| 2007                  | Tim Maia in Concert                                 |
| Recopilatoris pòstums |                                                     |
| 1998                  | O Melhor de Tim Maia                                |
| 1999                  | Soul Tim                                            |
| 1999                  | Inesquecível                                        |
| 2001                  | Tim Maia pra Sempre                                 |
| 2001                  | Warner 25 Anos                                      |
| 2002                  | Série Identidade                                    |
| 2002                  | Tim Maia Canta em Inglês: These are the Songs       |
| 2002                  | Vou Pedir pra Você Voltar                           |
| 2003                  | Forró do Brasil                                     |
| 2004                  | Soul Tim: Duetos                                    |
| 2004                  | A Arte de Tim Maia                                  |
| 2004                  | I Love MPB                                          |
| 2006                  | Novo Millennium                                     |
| 2006                  | Dançando a Noite Inteira (Jorge Ben Jor e Tim Maia) |
| 2011                  | Tim Maia Racional, Vol. 3                           |

## Defunció

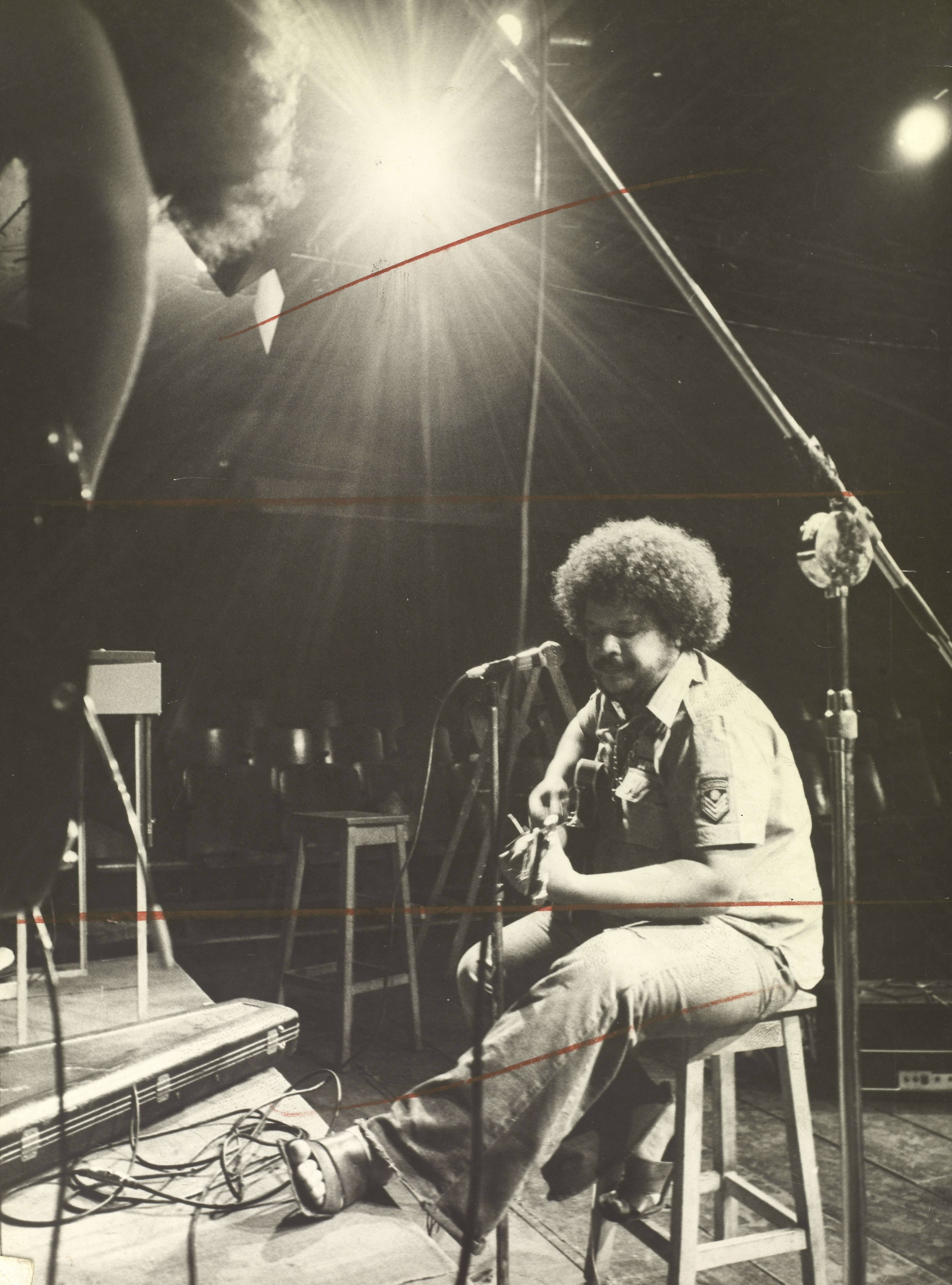
Tim Maia durant un assaig, 1972

Va morir el 1998, per problemes de salut relacionats amb la seva obesitat i la seva addicció a l'alcohol i les drogues, segons explica el compositor i productor Nelson Motta a la biografia del músic anomenada Vale tudo.

## Reconeixements
Molts artistes brasilers van fer versions de les seves cançons, com Kid Abelha, Viper, Lulu Santos i Os Paralamas do Sucesso, i fins i tot la banda nord-americana Guns N' Roses va realitzar un cover del seu tema "Sossego" durant la gira Chinese Democracy World Tour. Va rebre homenatges de part de músics consagrats com Caetano Veloso i Jorge Ben Jor.
El 24 de maig de 2000, la Cambra Municipal de Rio de Janeiro va publicar la llei a través de la qual va denominar Pontal Tim Maia al turó situat a la unió de les platges Recreio dos Bandeirantes i Grumarí, a la zona oest de la ciutat.
El 10 de març de 2005, la Cambra Municipal de Rio de Janeiro va aprovar denominar "Espaço Cultural Tim Maia" a la fira de llibres i discos que es realitza al carrer Pedro Lessa, entre l'avinguda Rio Branco i Rua Mèxic, al centre carioca.
El 2007, els seguidors del Corinthians va modificar la lletra del seu èxit "Não quero dinheiro" per a encoratjar al seu equip, mentre que el 2009 els seguidors de Flamengo van triar per a fer els seus cants de tribuna la música de "Val tudo", un altre dels temes més coneguts de Maia.
A l'abril de 2009, la guionista Antonia Pellegrino va anunciar la realització d'una pel·lícula la trama de la qual gira entorn de l'adolescència de Tim Maia al barri carioca Tijuca, finalment estrenat a l'octubre de 2014.
A l'Argentina, en concret a la ciutat d'Avellaneda, província de Buenos Aires, existeix fa diversos anys una agrupació de música reggae anomenada "Timaias", en clara al·lusió al músic brasiler.